# ناحية مداربور
ناحية مداربور جزء من إقليم دكا في وسط بنغلاديش. تأسست في عام 1854 باسم ناحية بكرغانغ. وفي عام 1873 فصلت عنها وضمت إلى ناحية فريدبور. وصارت ناحية مستقلة في عام 1984. وسميت مداربور على اسم الفقيه السيد بديع الدين أحمد قطب المدار.